# Can Valls (Vilobí d'Onyar)
Can Valls és una masia del municipi de Vilobí d'Onyar (Selva). Està orientada a sud, a ran de camí i voltada d'un tancat de mur baix i reixat metàl·lic amb dos accesos per davant i un de posterior. Forma part de l'Inventari del Patrimoni Arquitectònic de Catalunya.

## Descripció
És una casa de dues plantes i golfes, amb vessants a laterals i cornisa catalana d'una sola filera de teules. La façana principal presenta un portal quadrangular amb llinda monolítica amb la inscripció "MONTSERRAT VALLS 1618". Les obertures de la primera i segona planta són rectangulars amb llinda i brancals de pedra i l'ampit motllurat. Les golfes mostren una finestra geminada d'arc de mig punt també de pedra. El davant s'ha pavimentat amb una vorera.
Tot el parament és de maçoneria i s'observa l'ús de la pedra volcànica provinent del volcà proper de la Crosa. La façana deixa vista la maçoneria, mentre que els laterals presenten un semiarrebossat. Els angles mostren carreus ben escairats de pedra. A l'altura del primer pis hi ha un rellotge de sol d'arrebossat de calç que es troba en força mal estat. La façana lateral dreta no ha sofert modificacions i manté les obertures originals, mentre que la del costat esquerre té obertures posteriors senzilles a la planta baixa. Al darrere hi ha divesrsos cossos de serveis adossats actualment en dessús. L'edifici, especialment pel que fa a l'exterior, manté inalterada la seva fesomia original.
L'interior ha sofert reformes però conserva íntegrament l'estructura i els elements originals. La sala central manté el sostre de cairats recolzats amb biga lateral de paret sobre permòdols i l'escala de pedra, que mena a la primera planta. A les dues sales laterals s'han substituït els forjats originals per revoltons amb bigues de ferro. Les portes són emmarcades amb pedra.Tot el paviment és nou. Cal destacar la pintura mural de la sala del costat dret on es representa a la Mare de Déu del Roser. És un fresc d'estil barroc popular força interessant que es conserva en bon estat.

## Història
Segons consta a la llinda, la data de construcció de la casa és el 1618. Actualment es troba en règim de lloguer i en procés d'adaptació com a restaurant, a la planta baixa, i habitatge al pis superior. La restauració projectada preveu una mínima intervenció.